# Lac Vygozero
Le lac Vygozero (en russe : Выгозеро, finnois : Uikujärvi) est un lac d'eau douce de la république de Carélie, dans le nord-ouest de la Russie. Ozero veut dire lac en russe. Il conviendrait donc de parler de « lac Vygo »; la mention « lac Vyg  » se retrouve dans la littérature en français.

## Description
La surface du lac est de 1 285 km2 et son altitude de 89 m.
Il mesure 70 km de long et 24 km de large.
Le lac compte 529 îles sont la superficie totale est de 126 km2.
Le lac actuel est né lors des travaux de construction du canal de la mer Blanche, l'ancien lac Vygozero est fondu avec plusieurs autres lacs (Lac Matko, etc.) pour n'en former qu'un seul.
La surface des eaux montera et plusieurs villages seront immergés (dont Koikinitsa, Tikonitsa, Vuosmosalmi et Uikujärvi).
La superficie du lac avant l’endigage était de 766 km2.
Depuis 1993, le lac fait partie du Canal de la mer Blanche.

## Galerie

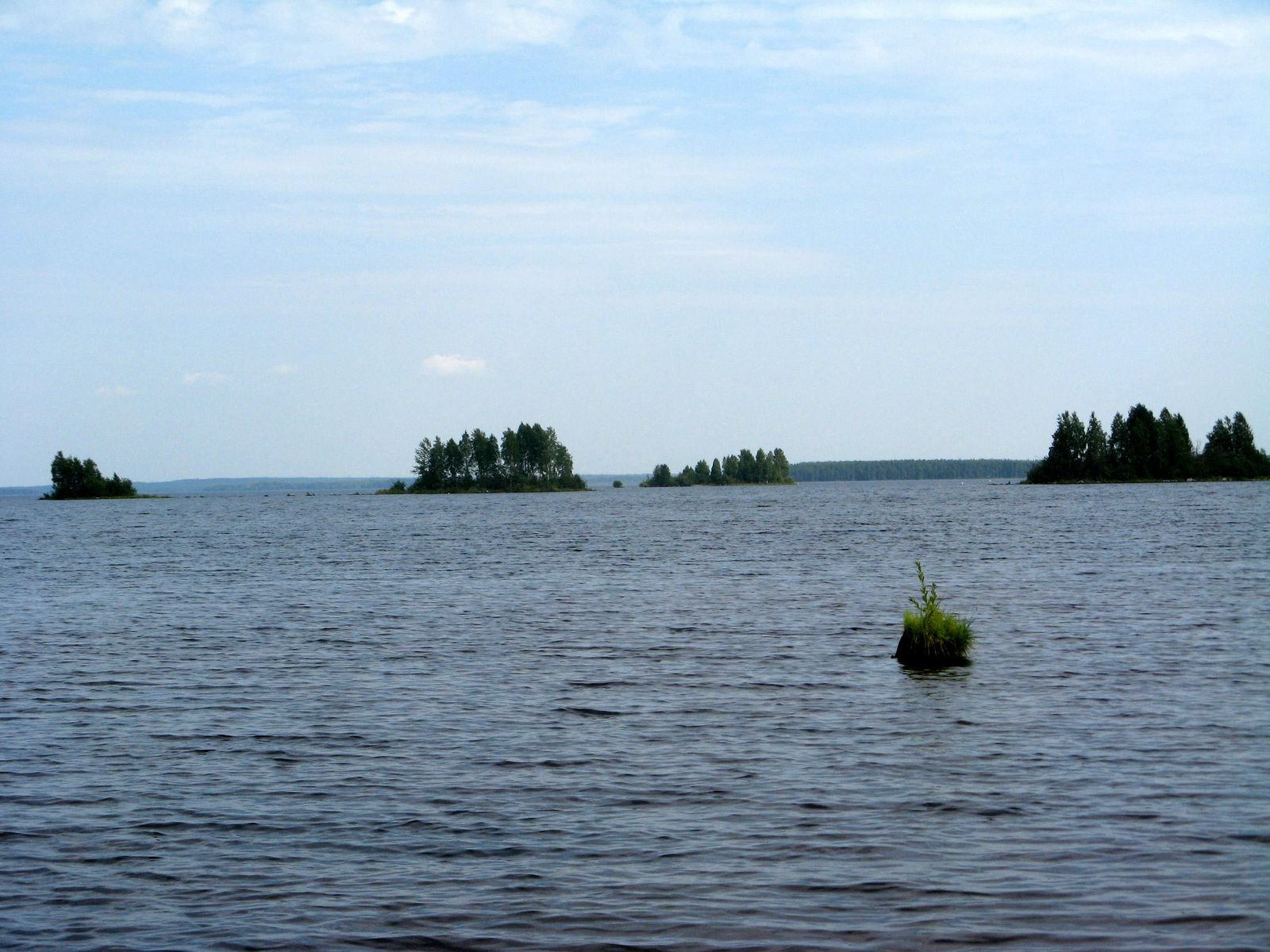
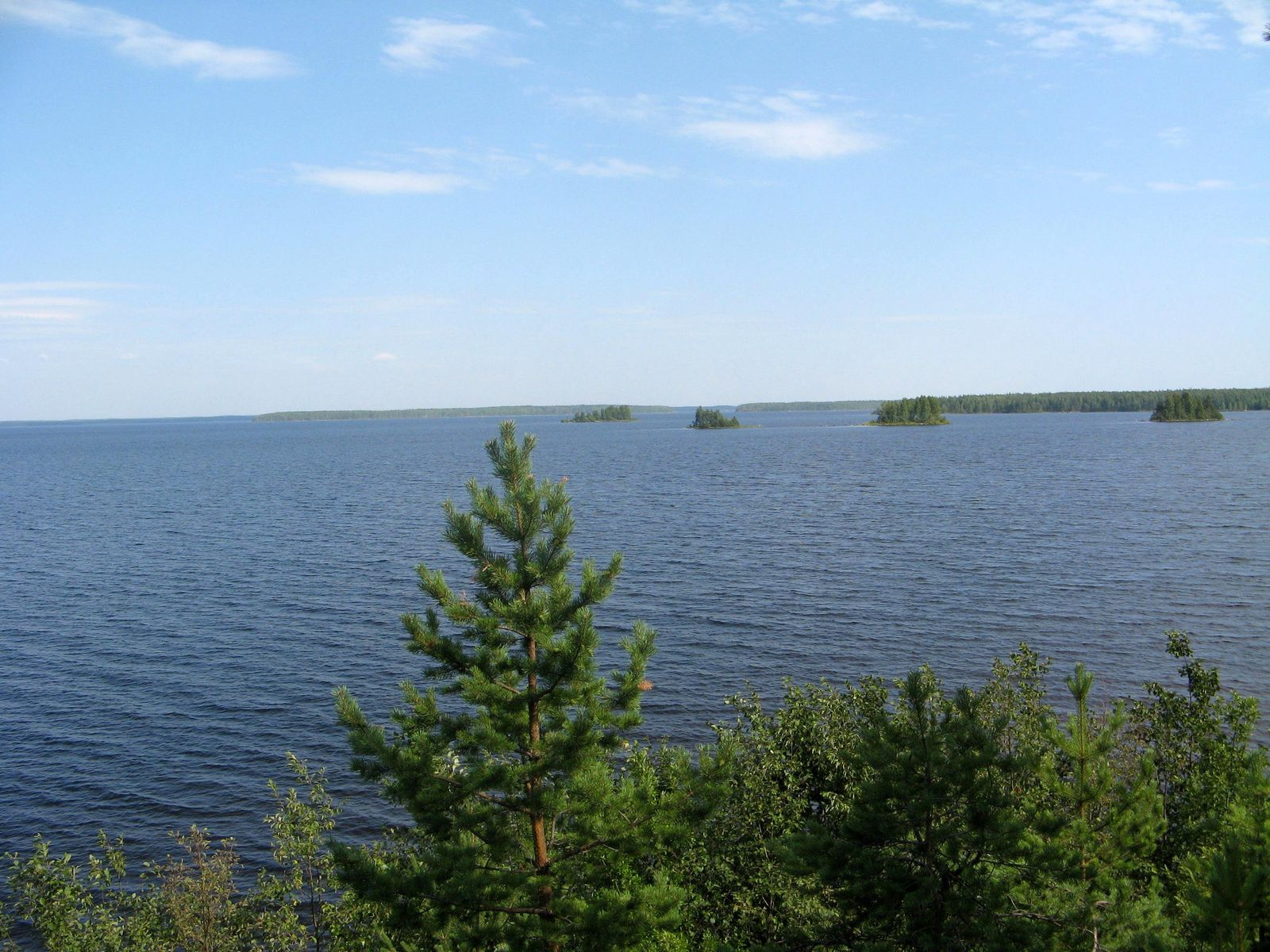
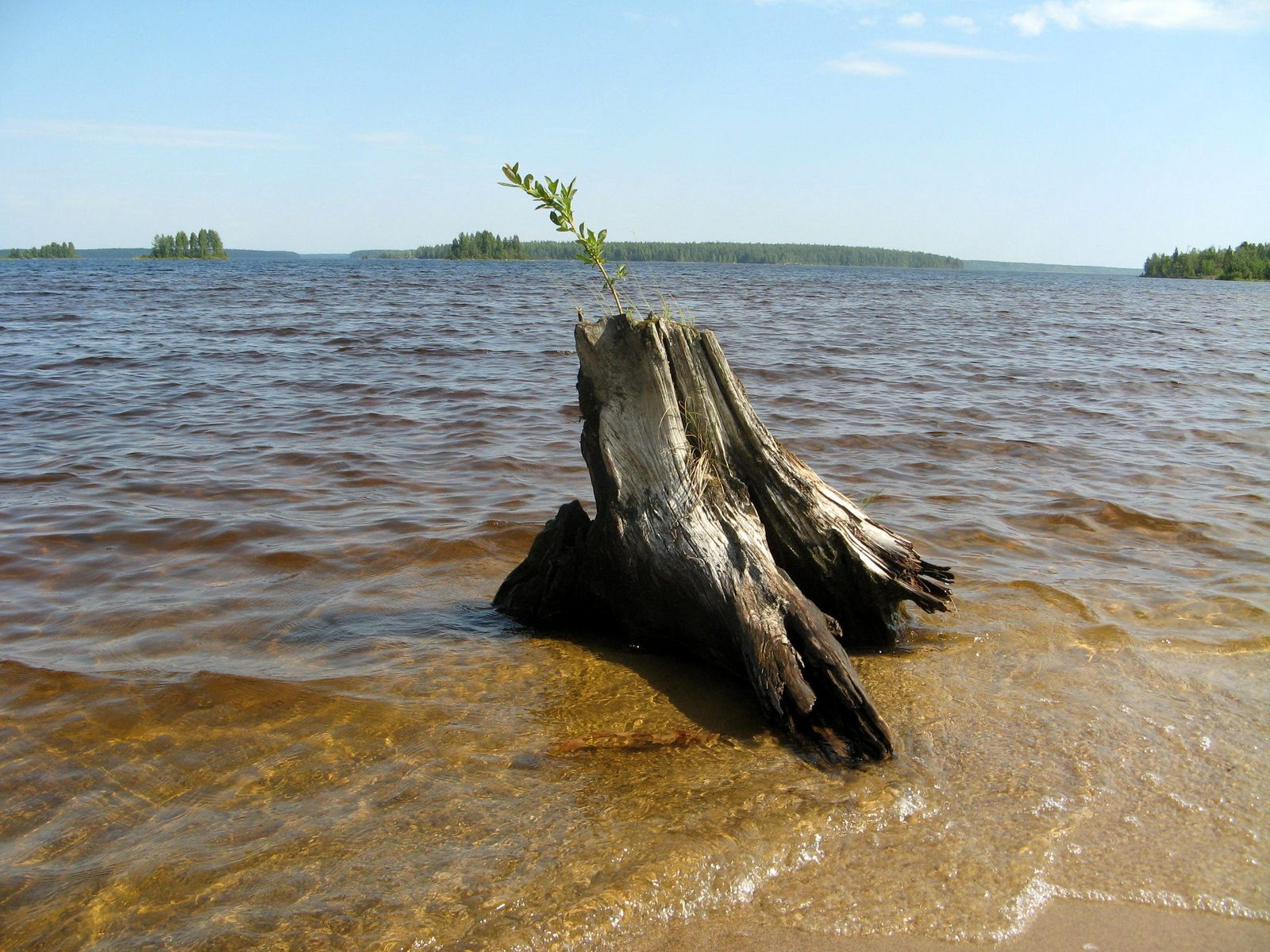